# Б'янкавілла
Б'янкавілла (італ. Biancavilla, сиц. Biancavilla) — муніципалітет в Італії, у регіоні Сицилія,  метрополійне місто Катанія.
Б'янкавілла розташовані на відстані близько 520 км на південний схід від Рима, 145 км на схід від Палермо, 23 км на північний захід від Катанії.
Населення — 24 026 осіб (2014).
Щорічний фестиваль відбувається 4-5 жовтня. Покровителі — Maria SS. dell'Elemosina, S. Zenone Martire, S. Placido Martire.

## Демографія
Населення за роками:

Станом на 1 січня 2023 року в муніципалітеті офіційно проживало 579 іноземців з 27 країн, серед них 272 громадяни країн Євросоюзу та 1 громадянин України.

## Сусідні муніципалітети
- Адрано
- Бельпассо
- Бронте
- Кастільйоне-ді-Сицилія
- Чентурипе
- Малетто
- Ніколозі
- Патерно
- Рагальна
- Рандаццо
- Сант'Альфіо
- Санта-Марія-ді-Лікодія
- Цафферана-Етнеа